# Gmina Assens (1970–2006)
Gmina Assens (duń. Assens Kommune) – istniejąca w latach 1970–2006 gmina w Danii w okręgu Fionii (Fyns Amt). Siedzibą władz gminy było miasto Assens. Gmina Assens została utworzona 1 kwietnia 1970 na mocy reformy podziału administracyjnego Danii. Po kolejnej reformie administracyjnej w roku 2007 weszła w skład nowej gminy Assens.

## Dane liczbowe
- Liczba ludności: (♀ 5414 + ♂ 5485) = 10 899
  - wiek 0–6: 7,9%
  - wiek 7–16: 13,2%
  - wiek 17–66: 62,8%
  - wiek 67+: 16,1%
- zagęszczenie ludności: 78,4 osób/km² (2004)
- bezrobocie: 7,6% osób w wieku 17–66 lat
- cudzoziemcy z UE, Skandynawii i USA: 100 na 10 000 osób
- cudzoziemcy z krajów Trzeciego Świata: 265 na 10 000 osób
- liczba szkół podstawowych: 3 (liczba klas: 63)